# Gilda Horvath
Gilda Horvath (Beč, 1983.) je austrijska romska aktivistica, kolumnistica i novinarka pri uredništvu na romskom jeziku austrijske državne televizije ORF-a.

## Životopis
Pripada romskoj skupini Lovara. Čelnica je u organizaciji Lovara-Roma Österreich, koja se bavi čuvanjem i promicanje kulture Roma Lovara u Austriji te se bori protiv diskriminacije Roma i drugih oblika anticiganizma. Osim toga Horvath moderira televizijsku emisiju Servus, Szia, Zdravo, Del tuha na ORF 2. Horvathina obitelj živi više od trije generacije u Austriji. Navodi da joj je baka došla iz Njemačke, a drugi rođaci iz Mađarske. Odrasla je u Beču, u Floridsdorfu, maturirala u večernjoj školi i studirala novinarstvo i upravljanje medijima.

## Vanjske poveznice
- Gilda Horvath o ulozi žene u romskoj zajednici, na kanalu Romani Lives na YouTubeu
- Društvo Roma Lovara Austrija
- Uredništvo na romskom jeziku na ORF-u
- Magazin posvećen narodnim skupinama: Servus Szia Zdravo Del tuha  Arhivirana inačica izvorne stranice od 22. prosinca 2015. (Wayback Machine)